# Joan Richmond
Joan Margaret Richmond (Cooma, 1905 – 1999) a fost un pilot automobilistic australian, pionieră de motorsport in Australia, care a concurat la nivel internațional in șapte raliuri de la Monte Carlo și la două Curse de 24 de ore de la Le Mans.

## Biografie
Joan Richmond s-a născut în 1905 în orașul Cooma, în Noul Wales de Sud și a crescut în Victoria. A fost educată la Școala St Catherine din Toorak, pe care a lăsat-o la sfârșitul anului 1923 . 

## Carieră sportivă
De tânără, s-a antrenat și a călărit caii de curse. În 1932, însă, statul Victoria a interzis femeilor să fie antrenoare de cai, motiv pentru care Joan s-a indreptat spre cursele de automobile, concurând în testele auto incă din 1926. În Marele Premiu al Australiei din 1931, organizat în Insula Phillip, a terminat pe locul cinci cu un Austin Seven pe un teren dominat de bărbați. După acest succes, ea și cele două prietene au condus trei mașini Riley Nine peste hotare, de la Melbourne în Italia pentru a concura la Raliul din Monte Carlo. Călătoria a durat cinci luni. 
Călătorind în Anglia, ea a acceptat oportunitatea de a concura cu Elsie Wisdom într-o cursa de două zile de 1.000 de mile în Brooklands. Duo-ul a câștigat cursa cu o Riley Nine, atingând o viteză de 84,41 mile pe oră și completând distanța în 12 ore 23 minute și 53 de secunde. 
În 1933 a achiziționat o mașina Ballot din 1921, condusă anterior de Malcolm Campbell, însă vechimea mașinii și lipsa de fiabilitate nu i-au purtat succes. 
În anii 1930 a fost copilot al lui Bill Bilney, cu care s-a logodit în 1937. Din păcate Bill și-a pierdut viața în timpul unei curse auto în Donnington Park în iulie 1937. Joan a renunțat la cursele auto după izbucnirea celui de-al Doilea Război Mondial și a rămas în Anglia, unde a lucrat într-o fabrică de aeronave a companiei de Havilland. 
Revenind în Australia în 1946, s-a dedicat acțiunilor de protecție a animalelor. A murit în 1999. 

## Cultură de masă
Richmond a înmânat colecția sa de trofee, cupe, fotografii, scrisori și jurnale (incluse și plăcile din rally-ul din Monte Carlo) lui David Price, un prieten care spera să scrie o biografie a ei. Când Price nu a putut găsi un editor, a vândut colecția la o licitație din Melbourne în 2007 . Cartea sa, Joan Richmond: The Remarkable, Previous Untold Story from Melbourne to Monte Carlo and Beyond, care conține cercetările pe care le-a făcut și interviurile înregistrate cu Joan, a fost publicată în sfârșit în 2011. 
În 2014, Muzeul Național al Australiei a organizat o expoziție despre Joan Richmond. 